# Horst Vöge
Horst-Dieter Vöge (* 22. Dezember 1947 in Negast) ist ein deutscher Politiker und ehemaliger nordrhein-westfälischer Landtagsabgeordneter der SPD.

## Leben und Beruf
Nach dem Besuch der Volksschule absolvierte er eine Kochlehre und war bis 1974 in diesem Beruf tätig. Über den zweiten Bildungsweg erlangte er die Hochschulreife und studierte Geschichte, Politik und Wirtschaftswissenschaften von 1974 bis 1978 an der Gesamthochschule Duisburg. Im Anschluss an das erste Staatsexamen war Vöge als Restaurantleiter, wissenschaftlicher Mitarbeiter im Bundestag und Angestellter im Bergbau beschäftigt.
Der SPD trat er 1973 bei. Er ist in zahlreichen Gremien der Partei tätig, so war er z. B. auch Vorsitzender des SPD-Unterbezirks Kreis Wesel.
Vöge ist seit 2002 Mitglied des Sozialverbandes VdK. Er wurde 2009 Kreisvorsitzender des Sozialverbandes VdK am Niederrhein, 2010 zunächst stellvertretender Landesvorsitzender und 2016 Landesvorsitzender des Sozialverbandes VdK Nordrhein-Westfalen. Seit 2017 ist er Vizepräsident des Sozialverbandes VdK Deutschland. Er ist Mitglied der IG Bergbau, Chemie, Energie und der Arbeiterwohlfahrt. Des Weiteren ist er seit Dezember 2016 Mitglied des WDR-Rundfunkrates.

## Abgeordneter
Vom 31. Mai 1990 bis zum 2. Juni 2005 war Vöge Mitglied des Landtags des Landes Nordrhein-Westfalen. Er wurde jeweils im Wahlkreis 064 Wesel III direkt gewählt.
Dem Stadtrat der Stadt Dinslaken gehörte er von 1979 bis 1989 an.

## Sonstiges
Vöge war Mitglied der zwölften Bundesversammlung, die am 23. Mai 2004 den Bundespräsidenten Horst Köhler wählte.